# عزلة الصيد (ذمار)

تعديل مصدري - تعديل

عزلة الصَّيَد هي إحدى عزل مديرية المنار في محافظة ذمار اليمنية.

## السكان
بلغ عدد سكان عزلة الصَّيَد 2063 نسمة حسب التعداد السكاني في اليمن لعام 2004.

## توزيع السكان
يتوزع السكان والمساكن والأسر على مستوى قرى عزلة الصَّيَد على النحو التالي:
| م | قرية     | عدد المساكن | عدد الأسر | الذكور | الأناث | الإجمالي |
| - | -------- | ----------- | --------- | ------ | ------ | -------- |
| 1 | الاكحل   | 98          | 95        | 394    | 374    | 768      |
| 2 | حانب     | 81          | 75        | 299    | 275    | 574      |
| 3 | الخرابة  | 51          | 53        | 201    | 181    | 382      |
| 4 | المحداجة | 56          | 49        | 179    | 160    | 339      |
|   | الإجمالي | 286         | 272       | 1073   | 990    | 2063     |

## روابط خارجية
- الجهاز المركزي للإحصاء بالجمهورية اليمنية
- المركز الوطني للمعلومات باليمن
- World Gazetteer:Yemen
- الدليل الشامل